# St. Maria, Königin des Friedens (Freiberg am Neckar)

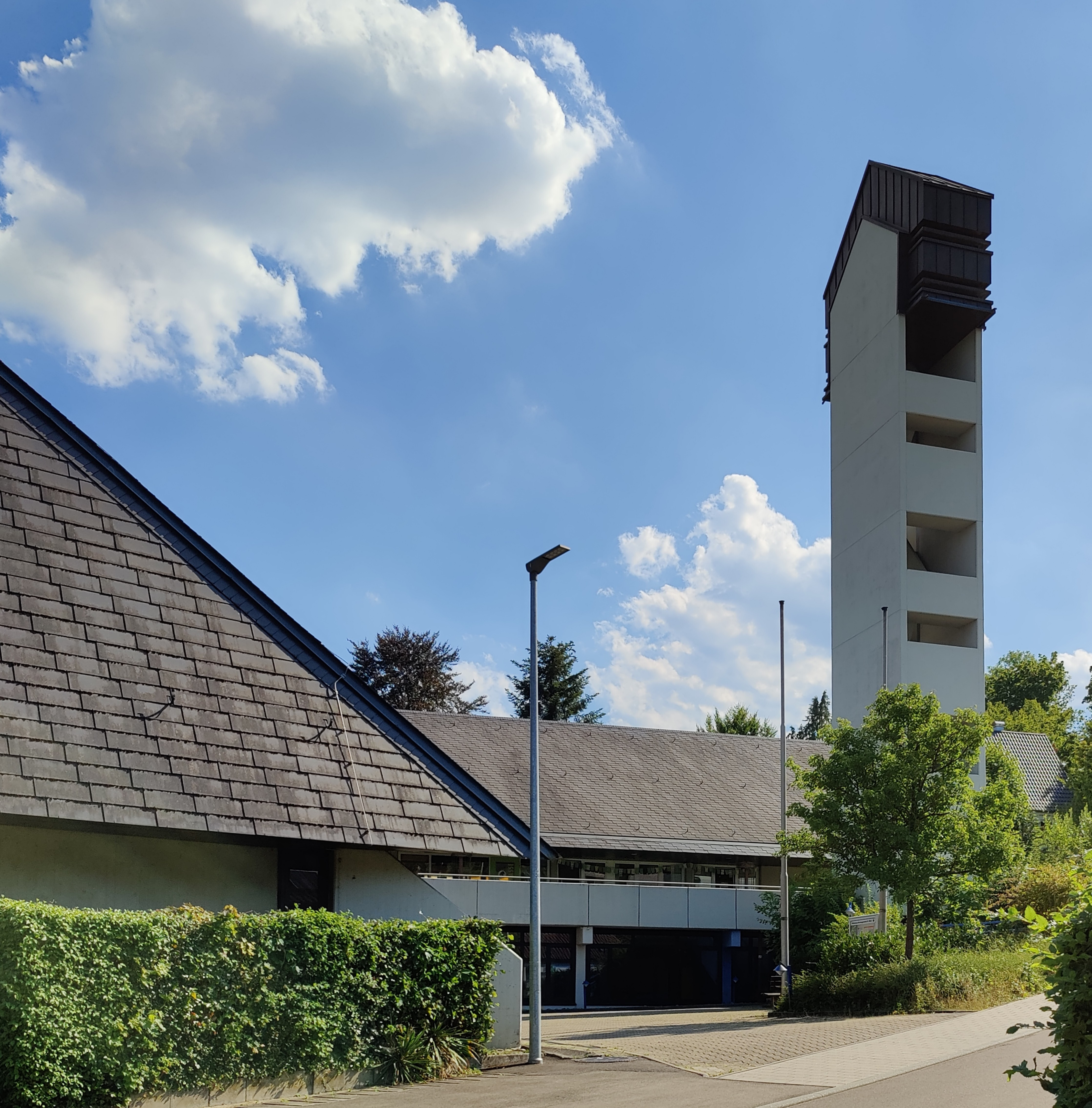
St. Maria, Königin des Friedens in Freiberg am Neckar

St. Maria, Königin des Friedens ist die römisch-katholische Pfarrkirche in Freiberg am Neckar im Landkreis Ludwigsburg, Baden-Württemberg. Sie gehört zur Diözese Rottenburg-Stuttgart und ist das Zentrum der gleichnamigen Kirchengemeinde.

## Geschichte
Nach dem Zweiten Weltkrieg wuchs die Zahl der Katholiken in Freiberg am Neckar durch den Zuzug von Heimatvertriebenen und Flüchtlingen erheblich an. Um dem gestiegenen Bedarf gerecht zu werden, wurde zunächst eine Notkirche errichtet, die 1950 abgerissen wurde. Der Neubau der heutigen Kirche erfolgte im Jahr 1967. Die Pfarrei wurde 1965 gegründet.

## Architektur
Die Kirche wurde im modernen Stil der 1960er Jahre erbaut. Sie zeichnet sich durch klare Linien und eine schlichte Gestaltung aus, die den Fokus auf das liturgische Geschehen legt.

## Orgel

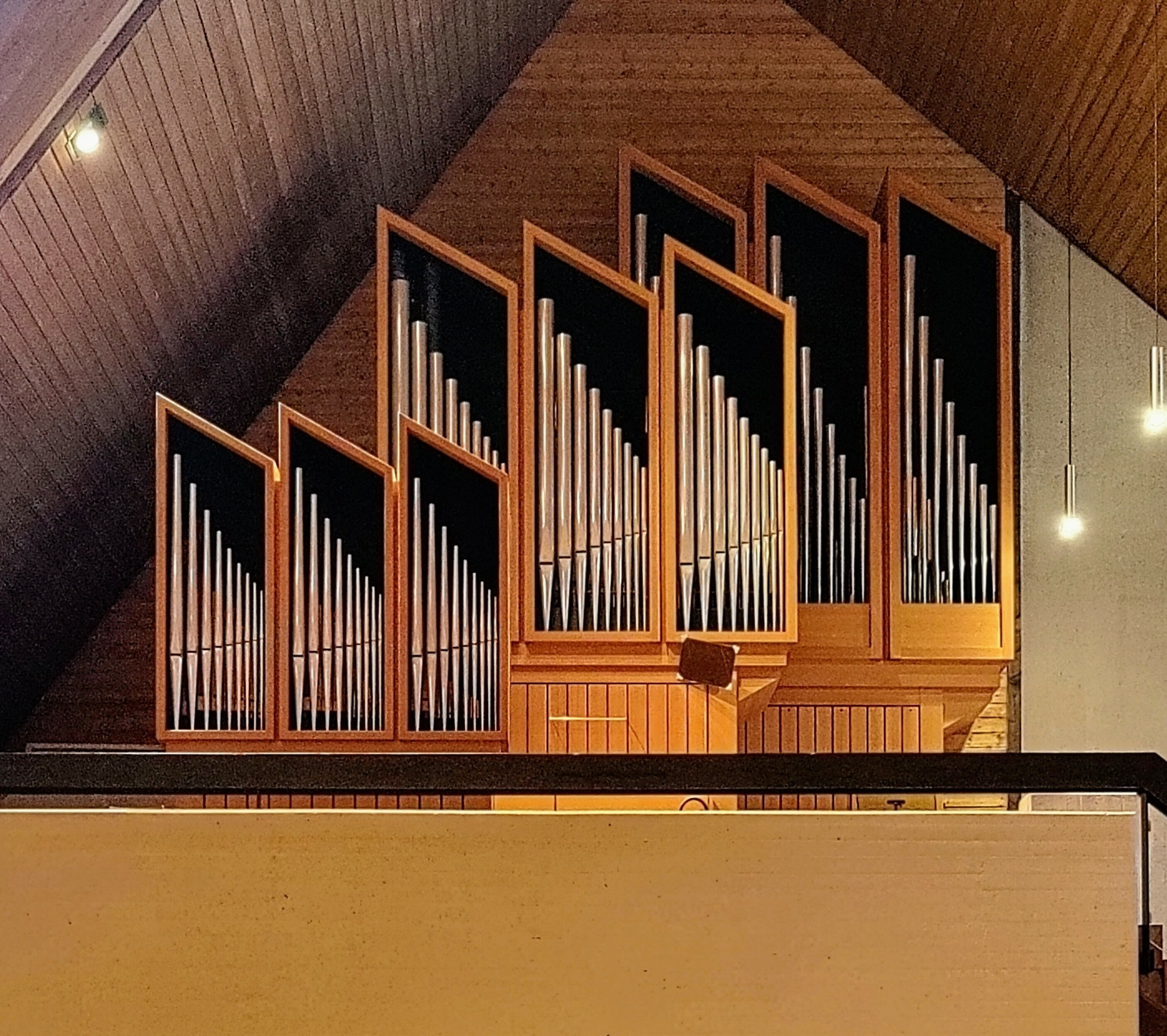
Die Orgel in St. Maria, Königin des Friedens

Die Orgel wurde 1974 von der Orgelbaufirma Albiez erbaut. Das Instrument ist als Opus 13 in die Werkliste der Firma aufgenommen. Es verfügt über 3 Manuale und 27 Register. Die Disposition wurde von Hans Böhringer entworfen. 

## Gemeinde
Die Kirchengemeinde St. Maria, Königin des Friedens ist Teil der Seelsorgeeinheit Freiberg-Pleidelsheim-Ingersheim im Dekanat Ludwigsburg der Diözese Rottenburg-Stuttgart.